# Bellesa robada
Bellesa robada (títol original en italià: Io ballo da sola; en anglès:  Stealing Beauty) és una pel·lícula italo-franco-britànico- estatunidenca de Bernardo Bertolucci, estrenada l'any 1996, amb l'actriu Liv Tyler. Ha estat doblada al català.

## Argument
El film té lloc a la Toscana a una propietat als voltants de Siena. La jove estatunidenca Lucy (Liv Tyler) ja hi havia anat una vegada fa alguns anys i ara hi torna després de la mort de la seva mare, que era amiga de Ian (Donal McCann) i de Diana (Sinéad Cusack), que viuen allà des de fa decennis. Ian és escultor, i ella és la seva model. En la seva primera estada, Lucy s'havia enamorat del jove Niccolò (Roberto Zibetti) i desitja ara tornar-lo a veure. Lucy és en un edifici annex, i la seva habitació és veïna de la d'Alex (Jeremy Irons), un escriptor greument malalt. Aquest són per ell els últims dies de vida i és feliç amb la presència d'aquesta bella jove. La família de Diana i de Ian es reuneix cada any per l'aniversari de Diana. Per això la seva filla Miranda (Rachel Weisz) és allà igualment. El seu fill Christopher (Joseph Fiennes) arriba més tard d'un viatge en companyia de Niccolò.

## Repartiment
- Liv Tyler: Lucy Harmon
- Jeremy Irons: Alex Parrish
- Carlo Cecchi: Carlo Lisca
- Sinéad Cusack: Diana Grayson
- Donal McCann: Ian Grayson
- Jean Marais: M. Guillaume
- Rachel Weisz: Miranda Fox
- Joseph Fiennes: Christopher Fox
- Jason Flemyng: Gregory
- Anna-Maria Gherardi: Chiarella Donati
- D.W. Moffett: Richard
- Ignazio Oliva: Osvaldo Donati
- Stefania Sandrelli: Noemi
- Roberto Zibetti: Niccolò Donati
- Francesco Siciliano: Michele Lisca
- Mary Jo Sorgani: Maria
- Leonardo Treviglio: el Tinent

## Premis i nominacions
- 1996: Festival de Canes: Nominada a la Palma d'Or (millor pel·lícula)
- 1996: Premis Satellite: Nominada a Millor actor de repartiment drama (Jeremy Irons)
- 1995: Premis David di Donatello: 5 nominacions, incloent Millor pel·lícula
- Liv Tyler ha estat seleccionada als premis YoungStar l'any 1997.

## Critica
- « Per una part, l'encant del film ve de la seva modèstia i de la ironia qui s'hi lliga ». El film és « un exercici soft (…) on tot la llum va del rostre increïblement expressiu, i a aquest moment commovedor, de Liv Tyler. »[3]
- "Bertolucci segueix ocultant superficialitat sota la seva habitual brillantor. (...) Tot en ella és artificiós, buit, fals i mediocre, excepte els 15 minuts que duren els tres inoblidables tu a tu de la bellíssima noia i meravellosa actriu Liv Tyler i aquest Brando prim i britànic que coneixem com Jeremy Irons. Un duo de cristall de roca incrustat en dues hores de plàstic."[4]
- "Alguna cosa carregant, Bertolucci torna a la seva Toscana natal per receptar ració doble d'arrugar les celles" L[5]